# Ártánd
Ártánd es un pueblo ubicado en el distrito de Berettyóújfalu, en el condado de Hajdú-Bihar, Hungría.

## Superficie
Posee una superficie de 19,81 kilómetros cuadrados.

## Demografía
Hasta 2019 la población era de 558 habitantes, con una densidad de población de 28,17 habitantes por kilómetro cuadrado.